# Augusztus 28.
Augusztus 28. az év 240. (szökőévben 241.) napja a Gergely-naptár szerint. Az évből még 125 nap van hátra.
Névnapok: Ágoston + Adelina, Adelinda, Adolár, Ágost, Ágosta, Agrippa, Alfréd, Bán, Elemér, Hermész, Hermia, Jermák, László, Mimóza, Morgan, Morgána, Mózes, Pelágia, Pelágiusz

## Események
- 1388 – Zsigmond magyar király Pensauriói János zenggi püspököt, mint királyi helytartót Zárába küldi.
- 1619 – II. Ferdinándot német-római császárrá választják, az uralkodó 1625-től magyar király is.
- 1844 – Alexandre Dumas Monte Cristo grófja című regénye első részének megjelenése. A regény folytatásos formában jelent meg először, a párizsi Les Journal des Débats (Viták lapja) című lapban.
- 1901 – Szalima Masamba mohéli királynő a Franciaországhoz tartozó Réunion szigetén morganatikus házasságot köt Camille Paule francia csendőrrel.
- 1916 – I. világháború: Olaszország hadat üzen Németországnak, Németország Romániának küld hadüzenetet.
- 1921 – Kitör a nyugat-magyarországi felkelés: a Rongyos Gárda a megfelelő katonai erőkkel még nem rendelkező Ausztria ellen fog fegyvert, hogy megakadályozza a mai Burgenland elcsatolását.
  - A felkelés nyitányaként az első ágfalvi összecsapásban a rongyosok meghátrálásra kényszerítik az osztrák csendőrség alakulatait.
- 1939 – A szlovák kormány mozgósítást rendel el Lengyelország ellen.
- 1941 — A kamenyec-podolszkiji tömegmészárlás a zsidó holokauszt kezdete.
- 1963 – Martin Luther King elmondja Van egy álmom… kezdetű beszédét.
- 1963 - Elindult a MALÉV első Európán kívüli járata, egy IL-18 típusú gép repült Athénba és Kairóba. A Budapest-Athén-Kairó útvonalon közlekedő menetrend szerint járat hetenként egyszer indult. Budapestről Athénbe, illetve Kairóba minden kedden, Kairóból, illetve Athénből szerdán érkezett Budapestre. A repülőgép egy négy légcsavaros, gázturbinás IL-18-as típusú, 89 személyes gép volt. A menetidő Budapest és Athén között 2 óra 20 perc, Athén és Kairó között 2 óra, a teljes Budapest-Kairó közötti - beleértve az athéni tartózkodást - 5 óra 10 perc volt.[1]
- 1981 – Az amerikai Nemzeti Közegészségügyi Központ közzétette, hogy a meleg férfiak körében egyre több tüdőgyulladáshoz hasonló és a kaposi-szarkóma tünetegyüttest mutató rosszindulatú daganatos megbetegedés fordult elő. Ezt az immunrendszert megtámadó betegséget, később szerzett immunhiányos tünetegyüttesnek azaz az angol rövidítése után AIDS-nek nevezték el.
- 1988 – A nyugat-németországi Ramstein légitámaszponton tartott katonai repülőnapon az olasz Frecce Tricolori műrepülő csoport bemutatója közben több gép összeütközött, a lángoló roncsok a nézők tömegébe zuhantak. 70 ember életét vesztette, a sebesültek száma ezer fölött volt.
- 1990 – Irak annektálja az általa megszállt Kuvaitot (lásd még Kuvaiti Köztársaság, Kuvaiti kormányzóság)
- 1993 – Az amerikai Galileo űrszonda megközelíti és fényképezi az Ida kisbolygót.
- 2007 – Megérkezik Camp Pannóniába az MH Tartományi Újjáépítési Csoport harmadik váltásának (PRT3) első csoportja.

## Sportesemények
Formula–1
- 1977 –  holland nagydíj, Zandvoort - Győztes: Niki Lauda  (Ferrari)
- 1983 –  holland nagydíj, Zandvoort - Győztes: René Arnoux  (Ferrari Turbo)
- 1988 –  belga nagydíj, Spa Francorchamps - Győztes: Ayrton Senna  (McLaren Honda Turbo)
- 1994 –  belga nagydíj, Spa Francorchamps - Győztes: Damon Hill  (Williams Renault)
- 2011 –  belga nagydíj, Spa Francorchamps - Győztes: Sebastian Vettel  (Red Bull-Renault)
- 2016 –  belga nagydíj, Spa Francorchamps - Győztes: Nico Rosberg  (Mercedes)

Kamion-Európa-bajnokság
- 2016 –  magyar nagydíj, Hungaroring - Győztesek: Jochen Hahn, Adam Lacko

## Születések
- 1312 – XV. Henrik alsó-bajor herceg és magyar királyi herceg († 1333)
- 1663 – Krman Dániel, az evangélikus egyház szuperintendense, a Rákóczi-szabadságharc szlovák származású támogatója († 1740)
- 1749 – Johann Wolfgang von Goethe német író, költő († 1832)
- 1760 – Ballér István magyarországi szlovén író, Somogy vármegye evangélikus esperese és tanfelügyelője († 1835)
- 1765 – Tadeusz Czacki lengyel író, tanár, a Kremenyeci Líceum egyik megalapítója († 1813)
- 1797 – Duschek Ferenc az 1848–49-es forradalom és szabadságharc pénzügyminisztere († 1873)
- 1800 – Hüll Ferenc, tótsági esperes († 1880)
- 1812 – Rudolf von Alt osztrák festőművész, a vedutafestés népszerű képviselője († 1905)
- 1863 – Lenhossék Mihály orvos, anatómus († 1937)
- 1878 – Apponyi Károly honvéd vezérkari alezredes, nagybirtokos, császári és királyi kamarás, főrendiházi, majd felsőházi tag († 1959)
- 1886 – Pável Ágoston nyelvész, néprajzkutató, költő († 1946)
- 1887 – Kühár István szlovén római katolikus pap, részt vett a Szlovenszka krajina-program kidolgozásában és aláírásában. Testvére Kühár János († 1922)
- 1896 – Márton Áron, az erdélyi római katolikus egyház püspöke († 1980)
- 1899 – Charles Boyer francia színész († 1978)
- 1908 – Guido Barbieri olasz autóversenyző († 1984)
- 1908 – Robert Merle francia író († 2004)
- 1911 – Joseph Marie Antoine Luns holland politikus, a NATO volt főtitkára († 2002)
- 1911 – Berlász Jenő magyar történész, könyvtáros, levéltáros († 2015)
- 1918 – Kiss Árpád parlamenti képviselő, miniszter († 1970)
- 1919 – Godfrey Hounsfield angol villamosmérnök, orvostudományi Nobel-díjat kapott a komputertomográfos technológia kifejlesztéséért († 2004)
- 1919 –  Prof. Dr.Végvári Lajos művészettörténész, Munkácsy Mihály monográfusa († 2004)
- 1924 – Jimmy Daywalt amerikai autóversenyző († 1966)
- 1926 – Záray Márta kétszeres EMeRTon-díjas magyar énekesnő († 2001)
- 1929 – Kertész István magyar zenekari és operakarmester († 1973)
- 1942 – Szilágyi Tibor Kossuth- és Jászai Mari-díjas magyar színész, rendező, színházigazgató, érdemes és kiváló művész
- 1942 – José Eduardo dos Santos angolai politikus, az angolai MPLA politikai párt vezetője és Angola második elnöke († 2022)
- 1942 – Fazekas Árpád magyar fogorvos
- 1947 – Gothár Péter Kossuth-díjas magyar filmrendező, díszlet- és jelmeztervező, a nemzet művésze
- 1962 – David Fincher amerikai filmrendező és videóklip készítő (Hetedik, Harcosok klubja)
- 1969 – Jack Black amerikai színész, komikus és zenész
- 1971 – Daniel Goddard ausztrál-amerikai színész, modell  (Dar, a vadak ura)
- 1978 – Balázs Andrea magyar színésznő
- 1980 – Kakasy Dóra magyar színésznő
- 1983 – Dobai Bálint magyar költő
- 1984 – Ben Gilbank kanadai színész
- 1984 – Darian Townsend dél-afrikai úszó
- 1985 – Forgács András magyar labdarúgó, jelenleg a BFC Siófok játékosa
- 1986 – Jeff Green amerikai kosárlabdázó
- 1989 – Valtteri Bottas Formula–1-es autóversenyző
- 1989 – Bokros Tibor magyar labdarúgó, védőjátékos
- 1990 – Bojan Krkić spanyol-szerb labdarúgó, csatár
- 1991 – Jonathan Whitesell kanadai színész
- 1997 – Szenthelyi Krisztián Kodály-díjas magyar énekművész
- 1999 – Aleksandra Katarzyna Wielgomas (Luna), lengyel énekesnő, zeneszerző

## Halálozások
- 430 – Hippói Szent Ágoston (Aurelius Augustinus) püspök, egyházatya, filozófus (* 354)
- 1522 – Giovanni Antonio Amadeo szobrász, építész (* 1447)
- 1645 – Hugo Grotius németalföldi államférfi, jogász, a modern nemzetközi jog előfutára (* 1583)
- 1654 – Axel Gustafsson Oxenstierna svéd politikus, diplomata, korának befolyásos és jelentős politikai alakja (* 1583)
- 1665 – Elisabetta Sirani olasz barokk festő és nyomdász (* 1638)
- 1791 – Born Ignác geológus, felvilágosult tudós, udvari tanácsos (* 1742)
- 1835 – Heinrich Julius Klaproth német nyelvész, orientalista, az MTA tagja (* 1783)
- 1849 – Rulikowski Kázmér lengyel dzsidás százados, a magyar szabadságharc vértanúja, Paszkevics kivégeztette  (* 1814)
- 1883 – Petzval Ottó matematikus, mérnök (* 1809)
- 1915 – Drávecz Alajos szlovén néprajzi író, Csehországban, az oroszok elleni harcok során esett el (* 1866)
- 1919 – Dóczy Lajos költő, drámaíró, műfordító (* 1845)
- 1923 – Lwoff-Parlaghy Vilma portréfestő, aki Németországban és az Amerikai Egyesült Államokban élt és alkotott (* 1863)
- 1949 – Drasche-Lázár Alfréd diplomata, politikus, író (* 1875)
- 1954 – Kolosváry Bálint jogász, egyetemi tanár (* 1875)
- 1975 – Balajthy Andor Jászai Mari-díjas színész, bábművész (* 1919)
- 1977 – Mike Parkes (Michael Johnson Parkes) brit autóversenyző (* 1931)
- 1979 – Konsztantyin Mihajlovics Szimonov orosz író, költő (* 1915)
- 1987 – John Huston kétszeres Oscar-díjas amerikai rendező, forgatókönyvíró és színész (* 1906)
- 1995 – Michael Ende német író (A Végtelen Történet) (* 1929)
- 2001 – Phil Cade amerikai autóversenyző (* 1916)
- 2003 – Neumann Mária romániai magyar matematikus, Bolyai-kutató (* 1905)
- 2005 – Hans Clarin, német színész (* 1929)
- 2006 – Melvin Schwartz Nobel-díjas amerikai fizikus (* 1932)
- 2007 – Antonio Puerta spanyol labdarúgó (* 1984)
- 2008 – Phil Hill amerikai autóversenyző, egyszeres Formula–1-es világbajnok (1961) (* 1927)
- 2012 – Kiszely István biológus, történész, antropológus (* 1932)
- 2013 – Gyetvai László magyar válogatott labdarúgó (* 1918)
- 2020 – Chadwick Boseman Golden Globe-díjas amerikai színész (* 1976)

## Nemzeti ünnepek, emléknapok, világnapok
- Nagyboldogasszony ünnepe Bosznia-Hercegovinaban  és Grúziaban.